# Gofferowiec
Gofferowiec (Cratogeomys) – rodzaj ssaków z podrodziny Geomyinae w obrębie rodziny gofferowatych (Geomyidae).

## Zasięg występowania
Rodzaj obejmuje gatunki występujące w Stanach Zjednoczonych i Meksyku.

## Morfologia
Długość ciała (bez ogona) samic 145–270 mm, samców 160–285 mm, długość ogona samic 50–120 mm, samców 60–125 mm; masa ciała samic 130–670 g, samców 140–1050 g.

## Systematyka
Rodzaj zdefiniował w 1895 roku amerykański zoolog Clinton Hart Merriam w artykule poświęconym rewizji taksonomicznej gofferowatych, z wyłączeniem gatunku Thomomys, opublikowanym w czasopiśmie North American Fauna. Gatunkiem typowym jest (oryginalne oznaczenie) gofferowiec płowy (C. merriami).

### Etymologia
- Cratogeomys (Craterogeomys): gr. κρατος kratos ‘siła, moc’; rodzaj Geomys Rafinesque, 1817[8].
- Platygeomys: gr. πλατυς platus ‘szeroki’; rodzaj Geomys Rafinesque, 1817[9]. Gatunek typowy (oryginalne oznaczenie): Geomys gymnurus Merriam, 1892 (= Geomys fumosus Merriam, 1892).

### Podział systematyczny
Do rodzaju należą następujące występujące współcześnie gatunki:
| Grafika | Gatunek                | Autor i rok opisu  | Nazwa zwyczajowa        | Podgatunki         | Rozmieszczenie geograficzne | Podstawowe wymiary                          | Status IUCN |
| ------- | ---------------------- | ------------------ | ----------------------- | ------------------ | --- | ------------------------------------------- | ----------- |
|         | Cratogeomys castanops  | (S.F. Baird, 1852) | gofferowiec żółtolicy   | 2 podgatunki       | środkowo-południowe Stany Zjednoczone (od południowo-wschodniego Kolorado i południowo-zachodniego Kansas) na południe do Meksyku (na południe do północnego Durango) | DC: 15,5–23 cm DO: 5–10,5 cm MC: 185–410 g  | LC          |
|         | Cratogeomys goldmani   | Merriam, 1895      | gofferowiec rudawy      | 2 podgatunki       | Meksyk (południowe Coahuila, północno-wschodnie Durango, Zacatecas, południowo-zachodnie Nuevo León i San Luis Potosí)                                                | DC: 14,5–21 cm DO: 5,5–9,5 cm MC: 130–350 g | LC          |
|         | Cratogeomys fulvescens | Merriam, 1895}     | gofferowiec aztecki     | gatunek monotypowy | Meksyk (Oriental Basin we wschodnim Puebla, wschodniej Tlaxcali i skrajnie zachodniego Veracruz)                                                                      | DC: 18–28 cm DO: 8,5–11 cm MC: 250–550 g    | LC          |
|         | Cratogeomys merriami   | (O. Thomas, 1893)  | gofferowiec płowy       | gatunek monotypowy | Meksyk (nierównomiernie w południowej części Doliny Meksyku na wschód do zachodniej Puebli)                                                                           | DC: 20–28 cm DO: 8–12,5 cm MC: 450–700 g    | LC          |
|         | Cratogeomys perotensis | Merriam, 1895      | gofferowiec górski      | gatunek monotypowy | Meksyk (południowe Hidalgo, północne Tlaxcala, północny Puebla i środkowo-zachodnie Veracruz (na południe do Cofre de Perote i Pico de Orizaba)                       | DC: 20–25 cm DO: 8–11,5 cm MC: 280–600 g    | LC          |
|         | Cratogeomys planiceps  | (Merriam, 1895)    | gofferowiec stokowy     | gatunek monotypowy | Meksyk (stan Meksyk (północne zbocza Nevado de Toluca oraz wzgórza na północ i wschód od Valle de Bravo)                                                              | DC: 21–28 cm DO: 7,5–11 cm MC: 400–625 g    | LC          |
|         | Cratogeomys fumosus    | (Merriam, 1892)    | gofferowiec przydymiony | 4 podgatunki       | Meksyk (Kordyliera Wulkaniczna (od Jalisco i Colimy na wschód do dystryktu federalnego)                                                                               | DC: 15,5–18 cm DO: 6,5–11 cm MC: 250–1050 g | LC          |

Kategorie IUCN:  LC  – gatunek najmniejszej troski.
Opisano również gatunki wymarłe:
- Cratogeomys bensoni Gidley, 1922[13] (Stany Zjednoczone; plejstocen)
- Cratogeomys sansimonensis (Tomida, 1987)[14] (Stany Zjednoczone; pliocen).